# Gostič
Gostič je priimek v Sloveniji, ki ga je po podatkih Statističnega urada Republike Slovenije na dan 1. januarja 2010 uporabljalo 162  oseb in je med vsemi priimki po pogostosti uporabe uvrščen na 2.745. mesto.

## Znani nosilci priimka
- Avgusta Danilova (r. Gostič), igralka
- Borut Gostič (1941—2014), inženir gradbeništva
- Breda Hieng (r. Gostič), igralka, napovedovalka
- Josip (Jože) Gostič (1900—1963), operni pevec, tenorist
- Jože Gostič (1855—), pevec tenorist
- Leopold Gostič (1869—), organist (oče Josipa)
- Maja Gostič (*1970), prof. glasbe
- Maja Gostič, psihologinja, psihoterapevtka (vnukinja Franceta Bernika)